# Fengdu

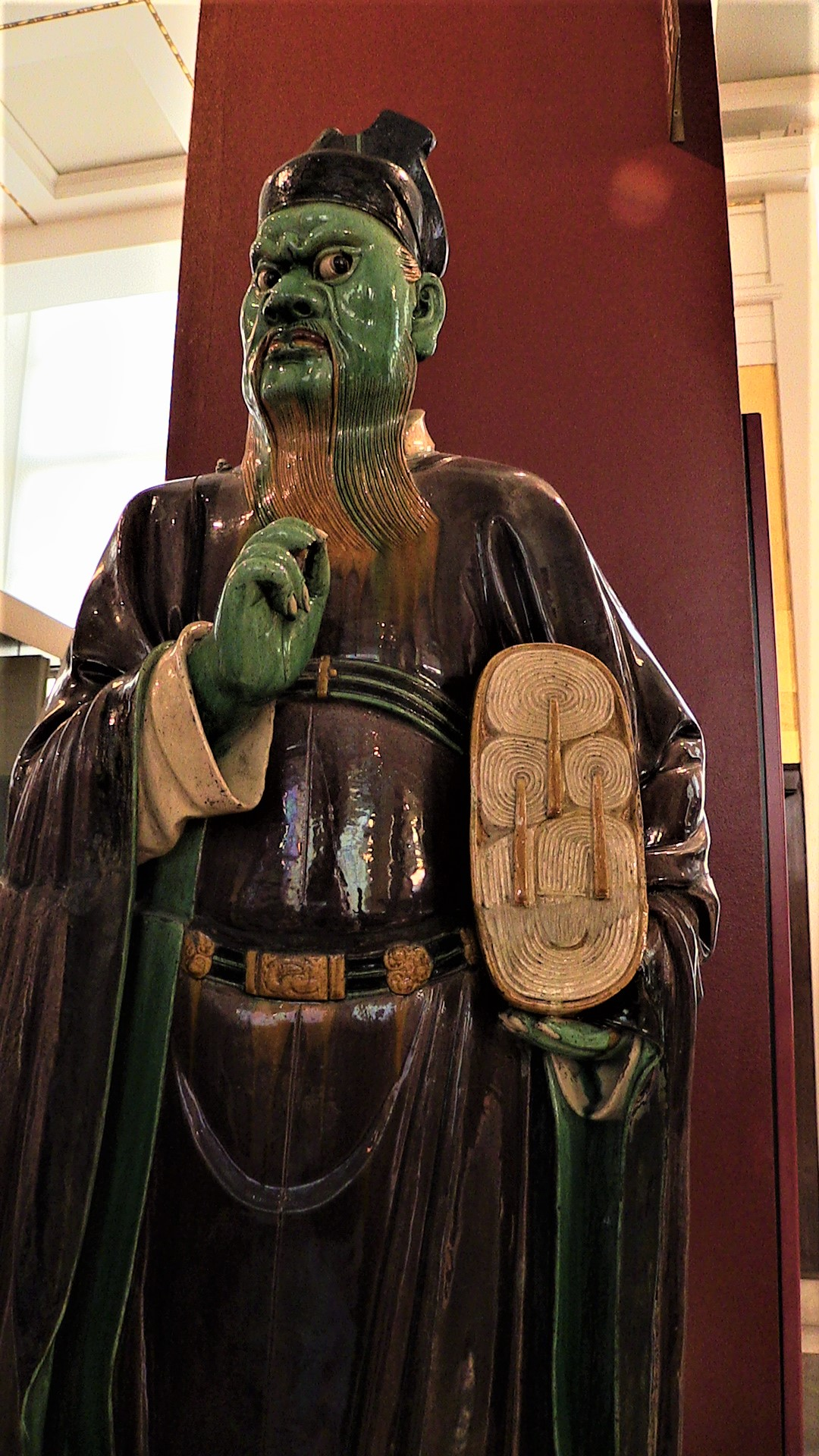
Panguan (判官 pànguān), « le juge », une des représentations du grand empereur de Fengdfu

Fengdu (丰都 / 酆都, fēngdū, littéralement : capitale de l'abondance ou encore capitale de la mort) est un lieu de la géographie religieuse chinoise où résideraient principalement les morts qui n'ont pas pu quitter le monde d'ici-bas. Il est décrit tout d'abord comme une île située parfois dans au Nord-Est de la Chine, près de la Corée, avant d'être placé à partir du VIIe siècle dans le xian de Fengdu, à l'Est de la province du Sichuan, près des Trois Gorges.
Fengdu est tout d'abord mentionné dans le Baopuzi de Ge Hong, puis mis en évidence par l'école taoïste Shangqing, ainsi Tao Hongjing en fait-il une description sous la forme d'une île montagneuse surmontée de six ciels dans le Zhengao.
Ce lieu est gouverné par le Grand empereur Fengdu (zh) (酆都大帝).
Sur le Xian de Fengdu a été créée la ville fantôme de Fengdu (丰都鬼城).